# Роут, Падмини
Падмини Роут (ория ପଦ୍ମିନୀ ରାଉତ, хинди पद्मिनी राऊत, англ. Padmini Rout, род. 5 января 1994, Бармбагар) — индийская шахматистка, гроссмейстер среди женщин (2010), международный мастер (2015). Чемпионка Азии (2018).

## Биография
В шахматы научилась играть в возрасте девяти лет. Два раза подряд побеждала на чемпионате Индии по шахматам среди девушек в возрастной группе U13, а также в чемпионате Азии по шахматам среди девушек в возрастной группе U13 (2005, 2006). В 2008 году победила на юношеских чемпионатах Азии и мира по шахматам среди девушек в возрастной группе U14. В 2009 году победила юношеском чемпионате Азии по шахматам среди девушек в возрастной группе U20. В 2010 году победила на юношеском чемпионате Индии по шахматам среди девушек в возрастной группе U19 и завоевала бронзовые медали на юношеских чемпионатах Азии и мира в той же возрастной группе.
В 2011 году в индивидуальном женском чемпионате Азии по шахматам разделила 2-6 место. Два раза подряд становилась победительницей женских чемпионатов Индии по шахматам (2014, 2015). В 2015 году победила в женском чемпионате по шахматам стран Содружества наций.
В 2017 году в Тегеране дебютировала на чемпионат мира по шахматам среди женщин, где в первом туре победила Элину Даниелян, во втором туре победила Чжао Сюэ, а в третьем туре проиграла будущей победительнице турнира Тань Чжунъи.
В ноябре 2021 года в Риге она заняла 44-е место на турнире «Большая женская швейцарка ФИДЕ».
Представляла Индию на двух шахматных олимпиадах (2014—2016), где завоевала индивидуальную золотою медаль (2014), и трёх командных чемпионатах мира по шахматам (2011—2015). В командных чемпионатах Азии по шахматам участвовала четыре раза (2009—2016). В командном зачете завоевала две серебряные медали (2012, 2014), а в индивидуальном — две серебряные (2012, 2014) и бронзовую (2009) медаль.